# Molophilus (Molophilus) serpentiger
Molophilus (Molophilus) serpentiger is een tweevleugelige uit de familie steltmuggen (Limoniidae). De soort komt voor in het Palearctisch gebied.